# Gorenji Podšumberk
Gorenji Podšumberk je naselje u slovenskoj Općini Trebnju. Gorenji Podšumberk se nalazi u pokrajini Dolenjskoj i statističkoj regiji Jugoistočnoj Sloveniji. 

## Stanovništvo
Prema popisu stanovništva iz 2002. godine naselje je imalo 18 stanovnika.